# آرگیشتی، کوتایک
آرگیشتی، کوتایک  یک روستا در ارمنستان است که در استان کوتایک واقع شده‌است.  در  کیلومتری شمال 	هرازدان، مرکز استان کوتایک واقع شده است.